# ジョン・ヘイシャム・ギボン
ジョン・ヘイシャム・ギボン（英：John Heysham Gibbon Jr.、1903年9月29日 - 1973年2月5日）は、アメリカ合衆国の医師である。人工心肺装置の開発とそれを用いた心臓手術を行ったことで知られている。ギボンはジョン・ヘイシャム・ギボン・シニアとマージョリー・ヤング・ギボンの息子であり、彼の家系は代々医者である。
ギボンは1923年にプリンストン大学で学士（文学）を取得し、1927年にトーマス・ジェファーソン大学で博士（医学）を取得した。ギボンは後に、プリンストン大学・ニューヨーク州立大学バッファロー校・ペンシルベニア大学・ディキンソン·カレッジから名誉学位を受けた。ギボンはチャールズ・ホプキンソンという画家の娘であるメアリー・ホプキンソンと結婚し、4人の子供を儲けた。
ギボンは1973年にテニスをプレイ中に死亡した。死亡原因は皮肉にも心臓発作であった。
ギボンの論文はメリーランド州にあるアメリカ国立医学図書館に保管されている。